# 片山鋲螺工業
片山鋲螺工業株式会社（かたやまびょうらこうぎょう）は、日本の部品製造業者。

## 概要
工業製品に使われる各種ネジの製造・販売を中心に事業を展開している。

## 沿革
- 1914年8月 - 片山近市により、東京府芝区浜松町にネジ販売業・片山近市商店が創立
- 1931年5月 - 蒲田区出雲町（現・大田区本羽田）に木ねじ等の製造部門として株式会社塩田製作所を設立
- 1936年4月 - 神奈川県川崎市上丸子山王町（現・川崎市中原区上丸子山王町）に鉄製ナット等の製造を行う、株式会社錦江製作所を設立
- 1938年3月 - 上記3社を合併し、片山鋲螺工業株式会社を設立。製造・販売が一体になる
- 2002年 - 中国に工場を開設
- 2004年2月 - ISO 14001を取得
- 2005年2月 - ISO 9001を取得
- 2006年 - 中国に2つ目の工場を開設
- 2007年 - タイに工場を開設